# Rehimena stictalis
Rehimena stictalis là một loài bướm đêm trong họ Crambidae.